# タイガー・ウッズ
エルドリック・タイガー・ウッズ（Eldrick Tiger Woods、1975年12月30日 - ）は、アメリカ合衆国・カリフォルニア州サイプレス出身のプロゴルファー。身長185cm、体重84kg。
「史上最高のゴルファー」と称されている。歴代2位のメジャー選手権優勝15回、史上2人目のトリプルグランドスラム達成、生涯獲得賞金額1億ドルを突破し歴代1位。
スポーツ選手長者番付1位を10年連続で獲得し、2022年時点で生涯収入は17億ドル以上、資産は10億ドルを突破した。フォーブスの「アメリカで最も裕福なセレブリティ」にて ジェイムズ・パタースンと同率の9位に選ばれた、「アメリカ史上最も成功した現役で活躍するスポーツ選手」である。

## 経歴

### 生い立ち
1975年12月30日、アメリカ・カリフォルニア州サイプレスに生まれる。父親アールは黒人の米陸軍特殊部隊「グリーン・ベレー」の退役軍人で、母親クンティダーは華僑系タイ人である。スクラッチ・プレーヤーでもあった父親アール・ウッズの手ほどきを受け、生後7ヵ月になると日頃のおもちゃとしてパターを与えられ歩行器で歩く際にはどこにでもパターを引きずって歩き、10ヵ月で子供用の高いイスから自分で降りては短くしたゴルフクラブを目指して歩き、スイングの真似をするなどしてゴルフを始めた。アールはまだしゃべれないウッズにクラブの持ち方を絵に描いて教えたといい「小さくてしゃべれなかった頃はパッティングを教えるのが難しかったよ」とのちに語っている。
2歳の頃には自身の肩ほどもある長さのクラブを使用していた。この頃全国放送のテレビに出演するなどして南カリフォルニアで著名な幼児ゴルファーとなり、3歳になるとバンカーショットの練習を始めた。アールは「ウッズはゴルフのために生まれてきた。息子を導くことが自分の務めだ」と、ウッズの将来の計画を立て始めるとこの年、9ホールをスコア48の11オーバーで回った。
4歳になるとSCJGA（南カリフォルニア・ジュニアゴルフ協会）に加盟、すぐに「10歳以下」クラスの9ホールの試合で10歳児を破る。8歳で70台のスコアが出せるようになった。

### アマチュア時代
13歳で全国規模のトーナメントに初出場。当時はまだ無名のジョン・デーリーと同組でラウンドし、結局1打差で敗れはしたものの、残り4ホール時点では2打リードする実力を持っていた。この間、技術面で4歳の時からゴルフ・インストラクターのルーディ・デュランの指導を受け、10歳から17歳まではジョン・アンセルモに師事した。
名門スタンフォード大学に進む。1992年 「ニッサン・オープン」でPGAツアー大会に初出場。アマチュア時代に全米ジュニア・アマチュア選手権、全米アマチュア選手権でそれぞれ前人未踏の3連覇を達成。“タイガーズ・トリプル”と呼ばれる。

### プロ入り3年で世界ランキング1位
1995年 マスターズ・トーナメント初出場。予選を通過し、第3ラウンドを日本の尾崎将司選手と同組で回る。1996年、大学を2年で中退し、8月27日にプロ転向。10月にいきなり2勝を挙げ、世界ランキング33位に躍進。12月30日、21歳の誕生日に“Eldrick Tiger Woods”に正式に改名する。
1997年4月13日、史上最年少の21歳3ヶ月でマスターズ初優勝。この際に前年優勝のニック・ファルドからグリーンジャケットを着せてもらう。その後、わずか10か月余りでマスターズを含む7大会で優勝、6月に初の世界ランキング1位になる。21歳にしてPGAツアーの史上最年少賞金王に輝いた。1998年11月に「カシオワールドオープン」で日本ツアー初出場。15位に終わる。
1999年8月15日、PGA選手権で初優勝。メジャー2冠を獲得する。2000年全米オープンから2001年マスターズまで、メジャー大会4連覇を達成。メジャー競技で優勝したアフリカ系アメリカ人選手はウッズが最初である。
初来日は、エキシビジションのタイガーウッズインビテーショナルで、その際にはテレビ番組『笑っていいとも!』にも生出演した。大会には著名人、プロゴルファーなどが参加した。所ジョージからは、エア・ジョーダンをリメイクしたゴルフシューズがウッズにプレゼントされた。

### グランドスラム達成
2000年全米オープン、全英オープン、全米プロゴルフ選手権でメジャー大会連続優勝記録会3連覇。これは1953年のベン・ホーガン以来47年ぶりの快挙。PGAツアーで自己最高の年間9勝を記録。第1回「ローレウス・スポーツ賞」の男子最優秀選手賞など、多数のスポーツ賞を受賞する。前年8月末の「NEC招待選手権」から年2月の「AT&Tペブルビーチ・ナショナル・プロアマ選手権」まで、PGAツアー出場大会連続優勝記録6を達成。
2001年4月8日、マスターズで4年ぶり2度目の優勝。メジャー大会4連覇を達成するが、2年にまたがる記録であるため“タイガー・スラム”と呼ばれた。11月15日-18日に日本の「太平洋クラブ御殿場コース」（静岡県御殿場市）で開催された世界ゴルフ選手権の「EMCワールドカップ」に、デビッド・デュバルとのコンビで出場（この来日を機会に、ウッズの公式サイトが日本語版で読めるようになった。）。
2002年、マスターズと全米オープンで優勝。マスターズでの大会連覇は、1989年&1990年の大会を連覇したニック・ファルド以来12年ぶり、大会史上3人目となる。11月に「ダンロップフェニックストーナメント」で4年ぶり2度目の日本ツアー出場。
2003年、世界ゴルフ選手権の「アクセンチュア・マッチプレー選手権」で初優勝。
2004年、「アクセンチュア・マッチプレー選手権」2連覇。9月7日、それまで「264週」連続で守った世界ランキング1位の座を41歳のビジェイ・シンに譲る。10月5日にスウェーデン人元モデルのエリン・ノルデグレンと結婚。11月に「ダンロップフェニックストーナメント」に2年ぶり2度目の出場、日本ツアー初優勝を完全優勝で飾る。

### ダブル・グランドスラム達成
2005年、マスターズで4度目、全英オープンで2度目の優勝。全英オープン優勝により「ダブル・グランドスラム」を達成する。11月の「ダンロップフェニックストーナメント」で横尾要とのプレーオフ（4ホール）を制して大会2連覇。5月第2週の「バイロン・ネルソン・クラシック」で予選落ちを喫し、連続予選通過の歴代1位記録が「142」で止まる不運もあった。
2006年、5月3日、父親アールが前立腺癌のため74歳で死去。6月の全米オープンで予選落ちを喫し、（プロ転向後）1997年のマスターズ以来続けてきたメジャー大会の連続予選通過記録が「37」で止まった。7月23日、全英オープンで2年連続3度目の優勝。全英オープンでの大会連覇は、1982年&1983年の大会を連覇したトム・ワトソン以来23年ぶりとなる。8月6日の「ビュイック・オープン」優勝により、30歳7ヶ月でPGAツアー通算「50勝」を達成。8月20日、全米プロゴルフ選手権で6年ぶり3度目の優勝。メジャー大会12勝目を挙げ、ウォルター・ヘーゲンを抜いて単独2位になった。
2007年、アクセンチュア・マッチプレー選手権3回戦でニック・オハーン（オーストラリア）に敗れ、前年の全英オープンからの連勝は7で止まったが、自己の持つPGAツアー出場大会連続優勝記録は更新。6月18日に第1子の長女が誕生。7月、自ら主催者となった公式戦（AT&Tナショナル）を開催する。8月の全米プロゴルフ選手権で2年連続4度目の優勝。この年から始まったフェデックスカッププレーオフ第3戦の「BMW選手権」でツアー60勝目を達成し、フェデックスカップの初代王者になる。

### トリプル・グランドスラム達成
2008年、アクセンチュア・マッチプレー選手権で4年ぶり3度目の優勝。マスターズ2位の直後、2007年の全英オープン前から痛めていた左膝の手術を行う。復帰戦となった全米オープンでロッコ・ミーディエートとの死闘（72ホール+18ホールのプレーオフ+1ホールのサドンデス＝計91ホール）を制し、32歳6ヶ月で「トリプル・グランドスラム」を達成。これでPGAツアー優勝回数も「65勝」になり、ベン・ホーガンを抜いて単独3位になる。その後左膝の再手術に踏み切り、残りの試合をすべて欠場することになった。
2009年 2月8日に第2子の長男が誕生。アクセンチュア・マッチプレー選手権で8か月ぶりにツアー復帰し、3月末の「アーノルド・パーマー・インビテーショナル」で優勝。7月の全英オープンで予選落ちし、彼にとっては2006年全米オープン以来3年ぶり、プロ生活5度目の予選落ちとなったが、その2週間後のビュイック・オープン、3週間後のWGCブリヂストンインビテーショナルで連続優勝を飾りPGAツアー通算「70」勝を達成。その翌週の全米プロゴルフ選手権では2位に終わり5年振りのメジャー無冠となるとともに、過去のメジャーで3日目の時点で首位に立っていた場合の勝率は100%だったが、初めて勝利を逃す結果になった。

### 交通事故により欠場後復活、その後の故障
2009年11月、不倫が発覚し、妻から車で逃げる途中に交通事故を起こして負傷した。以後、無期限のツアー欠場を表明した。不倫スキャンダルによりツアーを欠場していたが、2010年マスターズより復帰することを2010年3月16日（アメリカ時間）、自身のホームページで表明。
2012年、スキャンダル以降長らく勝利から遠ざかってきたが、PGAツアーのアーノルド・パーマー招待で復活優勝を果たした。自身の財団が主催するAT&Tナショナルで優勝しPGAツアー通算「74」勝を達成。PGAツアー優勝回数でジャック・ニクラスを抜いて単独2位になる。そして9月には、史上初の生涯獲得賞金1億ドル突破を果たした。

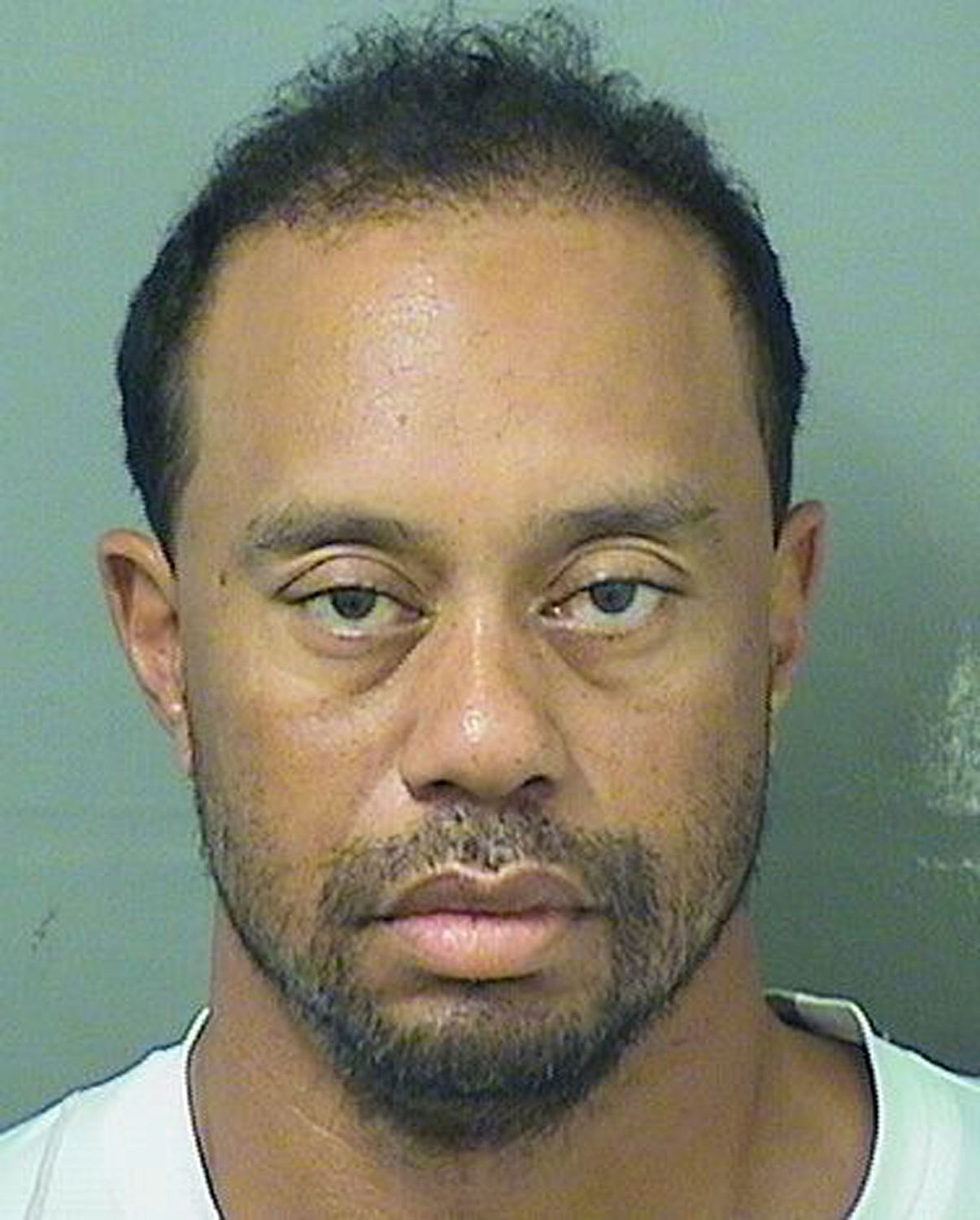
逮捕時のマグショット（2017年）

2013年プレーヤーズ選手権で優勝するが、その後腰のけがで離脱。2014年にはついにマスターズの欠場を決断する。その後7月の全英オープンで復帰するも棄権も多くなり、2015年2月のフェニックス・オープンで自己最悪の「82」を喫し、最下位で予選落ち。さらに翌週のファーマーズ・インシュランス・オープンでも棄権した。ワールドゴルフランキングは674位にまで沈下した。
2017年、不明瞭な運転をしていたとしてアルコールもしくは薬物の影響下で運転した容疑で逮捕された。実際には飲酒ではなく、服用していた薬物の影響によるものだったが、その薬物がアヘン系鎮痛剤で非常に依存性の強いバイコディンであったことから騒動に拍車がかかることとなった。

### 本格復帰後
2018年から競技に正式復帰し、 バルスパー選手権で2位、プレーヤーズ選手権では11位と大健闘、全英オープンではライバルが次々と脱落する中6位と完全復活を印象付けた。その後、全米プロゴルフ選手権はトップと二打差の2位にまで迫り、ワールドゴルフランキングを26位まで戻した。9月24日にはツアー選手権で5年ぶりの優勝を遂げ、ワールドゴルフランキングを13位まで戻した。
2019年は4月のマスターズで2005年大会以来14年ぶり5度目の優勝、米ツアー通算81勝目を挙げた。これで、ワールドゴルフランキングは6位になり、5年ぶりのトップ10入りを果たした。ウィリアム・ヒルを含めた各社ブックメーカーの優勝オッズも全盛期並みの一桁まで戻している。更に10月、日本の習志野カントリークラブ（千葉県印西市）でのZOZO CHAMPIONSHIPでは松山英樹を振り切って米ツアー通算82勝目を挙げ、歴代1位のサム・スニードとタイに並んだ。
2020年はCOVID-19の影響でツアーが中断したこともあり、出場試合数自体が少なく、優勝もなかった。5月にはNFLスター選手とコンビを組んで回るチャリティーマッチをフィル・ミケルソンと行い、ペイトン・マニングと組んだタイガーが勝利した。

### 交通事故と復帰
2021年2月23日、ロサンゼルス近郊で自動車事故を起こす。運転していた車が道路から飛び出し、繰り返し横転。脚を複雑骨折した。事故原因として、事故当時、制限速度のほぼ倍に当たる最高140km/hのスピードで運転していたことが発表された。本人に事故当時の記憶がないので状況は不明だが、「障害の兆候」や「不注意運転」の証拠はないという。シートベルトを着用し、エアバッグは作動し、内部もしっかりしていたことで致命傷にならずに済んだ。脚の手術後、3月に退院すると、4月には自身のSNSで松葉杖姿でコースを訪れた写真を公開した。長いリハビリの末、12月のエキシビション大会のPNC選手権に息子とタッグを組んで出場。
2022年4月、マスターズで508日ぶりにツアー復帰。アンダー発進後、予選突破も果たし、47位で終えた。5月の全米プロゴルフ選手権にも出場したが、右脚の痛みも影響し、3日目に自己ワーストの「79」を記録して最下位に沈んだ後、棄権した。メジャーでの棄権はアマチュアで出場した1995年「全米オープン」以来のことであった。
同月には新しく始まるLIVゴルフ・インビテーショナルシーズンが話題となったが、ウッズは過去のPGAツアーの歴史を踏まえて否定的なスタンスを示した。LIVゴルフからもたらされた高額な参戦オファーも断った。
2024年1月、27年間継続していたナイキとのパートナーシップ契約が終了したことを発表した。
2025年3月、練習中に左アキレス腱断裂の重傷を負って手術したことにより、シーズン中の復帰は絶望的となった。

## プレー
スタンダードな握りのスクエアグリップであり、常にトップクラスの飛距離や、高いG.I.R、数々の神がかり的なロングパットを沈めてきたパッティング等、無敵とも思える強さは30代を迎えてすぐの不調時でさえ、他の選手に対し精神的な重圧を与え続けるほどの名選手である。
現在パターは、長年使用していた「スコッティーキャメロン」ニューポート2から、現在はナイキ・メソッド001プロトタイプを使用しているが、グリップはアマチュア時代から使用している「PINGパターグリップ・ピストル」である。契約上の問題からロゴをマジックで塗りつぶしてプレーをしている。なおこのグリップをウッズがツアーで使用していたのが話題になり、それがきっかけでPING社からロゴが黒く塗りつぶされた「ブラックアウト」が発売された。
トーナメントの最終日に赤系のシャツを着る姿が有名だが、これは赤が彼の「ラッキー・カラー」であるためであり、母親クルティダの勧めで始めた習慣である。2021年2月23日にウッズが自動車事故で骨折の重傷を負った際、同週開催されたワークデー選手権では、ロリー・マキロイらトッププレーヤーが、最終日にこぞって赤シャツに黒パンツ姿でプレーし、ウッズの快復を祈った。同大会で優勝したコリン・モリカワは優勝者インタビューでウッズへの尊敬の念を語り、赤シャツを注文したが最終日までに届かなかったことを明かしている。

## 記録
- PGAツアー優勝数歴代1位（タイ）
- メジャー選手権優勝数歴代2位「15」
- 歴代最小年間平均スコア「68.17（67.79）」 : 2000年
- 歴代最小キャリア平均スコア
- 史上5人目のキャリアグランドスラム達成
- 史上最年少キャリアグランドスラム達成「24歳206日」
- 史上初のメジャー選手権4連続優勝（タイガースラム） : 2000~2001年
- 最速4大大会全優勝「93大会」
- 最長連続予選通過「142」 : 1998年から2005年まで
- 4大大会すべてを5打差で優勝
- PGAツアー歴代最高勝率
- 史上初の全米アマチュアゴルフ選手権「3連覇」
- PGA Player of the Year 最多受賞「11」
- PGA Tour Player of the Year 最多受賞「11」
- PGAツアー賞金王歴代最多「10」
- バードントロフィー最多受賞「9」
- バイロン・ネルソン賞最多受賞「9」
- マスターズ最大打差「12」（1997年）
- マスターズ最年少優勝「21歳104日」
- 全米オープン最大打差「15」（2000年）
- 全英オープン選手権最大打差「8」（2000年）
- 23年ぶりの全英オープン選手権2連覇
- 18年ぶりの全米オープン・全英オープン選手権同年優勝
- PGA選手権を複数回2連覇
- ワールドゴルフランキング史上最大のカムバック（2017年の674位から2018年に26位へ[28]）

## メジャー選手権

### 優勝 (15)
| 年   | 大会                                 | 54ホール    | スコア                | 打差       | 準優勝                                                           |
| ---- | ------------------------------------ | ----------- | --------------------- | ---------- | ---------------------------------------------------------------- |
| 1997 | マスターズ・トーナメント             | 9リード     | −18 (70-66-65-69=270) | 12打差     | トム・カイト                                                     |
| 1999 | 全米プロゴルフ選手権（PGA選手権）    | タイ        | −11 (70-67-68-72=277) | 1打差      | セルヒオ・ガルシア                                               |
| 2000 | 全米オープン                         | 10リード    | −12 (65-69-71-67=272) | 15打差     | アーニー・エルス ミゲル・アンヘル・ヒメネス                      |
| 2000 | 全英オープンゴルフ（オープン選手権） | 6リード     | −19 (67-66-67-69=269) | 8打差      | トーマス・ビヨン アーニー・エルス                                |
| 2000 | PGA選手権 (2)                        | 1リード     | −18 (66-67-70-67=270) | プレーオフ | ボブ・メイ                                                       |
| 2001 | マスターズ・トーナメント (2)         | 1リード     | −16 (70-66-68-68=272) | 2打差      | デビッド・デュバル                                               |
| 2002 | マスターズ・トーナメント (3)         | タイ        | −12 (70-69-66-71=276) | 3打差      | レティーフ・グーセン                                             |
| 2002 | 全米オープン (2)                     | 4リード     | −3 (67-68-70-72=277)  | 3打差      | フィル・ミケルソン                                               |
| 2005 | マスターズ・トーナメント (4)         | 3リード     | −12 (74-66-65-71=276) | プレーオフ | クリス・ディマルコ                                               |
| 2005 | オープン選手権 (2)                   | 2リード     | −14 (66-67-71-70=274) | 5打差      | コリン・モンゴメリー                                             |
| 2006 | オープン選手権 (3)                   | 1リード     | −18 (67-65-71-67=270) | 2打差      | クリス・ディマルコ                                               |
| 2006 | PGA選手権 (3)                        | タイ        | −18 (69-68-65-68=270) | 5打差      | ショウン・ミチール                                               |
| 2007 | PGA選手権 (4)                        | 3リード     | −8 (71-63-69-69=272)  | 2打差      | ウッディー・オースティン                                         |
| 2008 | 全米オープン (3)                     | 1リード     | −1 (72-68-70-73=283)  | プレーオフ | ロッコ・ミーディエート                                           |
| 2019 | マスターズ・トーナメント (5)         | 2ビハインド | -2 (70-68-67-70=275)  | 1打差      | ダスティン・ジョンソン ザンダー・シャウフェレ ブルックス・ケプカ |

- マスターズ・トーナメント：5勝（1997年・2001年・2002年・2005年・2019年）
- 全米オープン：3勝（2000年・2002年・2008年）
- 全英オープン：3勝（2000年・2005年・2006年）
- 全米プロゴルフ選手権：4勝（1999年・2000年・2006年・2007年）

現時点では通算15勝、単独2位につけている。マスターズ5勝は大会歴代2位。全米プロ4勝は大会歴代3位タイ。2005年の全英オープンにて、すべてのメジャー大会に2勝を挙げる「ダブル・グランドスラム」を達成。これはジャック・ニクラス以来2人目の偉業となり、先人ニクラスの31歳7か月よりも若い「29歳6か月」での達成となった。2008年の全米オープンで、すべてのメジャー大会に3勝を挙げる「トリプル・グランドスラム」を「32歳6ヶ月」で達成。これも先人ニクラスの38歳を大幅に更新した。

## 成績

### メジャー選手権
| 大会                 | 1995   | 1996   | 1997 | 1998 | 1999 | 2000 | 2001 | 2002 | 2003 | 2004 | 2005 | 2006 | 2007 | 2008 | 2009 |
| -------------------- | ------ | ------ | ---- | ---- | ---- | ---- | ---- | ---- | ---- | ---- | ---- | ---- | ---- | ---- | ---- |
| マスターズ           | T41 LA | CUT    | 1    | T8   | T18  | 5    | 1    | 1    | T15  | T22  | 1    | T3   | T2   | 2    | T6   |
| 全米オープン         | WD     | T82    | T19  | T18  | T3   | 1    | T12  | 1    | T20  | T17  | 2    | CUT  | T2   | 1    | T6   |
| 全英オープン         | T68    | T22 LA | T24  | 3    | T7   | 1    | T25  | T28  | T4   | T9   | 1    | 1    | T12  | DNP  | CUT  |
| 全米プロゴルフ選手権 | DNP    | DNP    | T29  | T10  | 1    | 1    | T29  | 2    | T39  | T24  | T4   | 1    | 1    | DNP  | 2    |

| 大会                 | 2010 | 2011 | 2012 | 2013 | 2014 | 2015 | 2016 | 2017 | 2018 | 2019 | 2020 | 2021 | 2022 | 2023 | 2024 | 2025 |
| -------------------- | ---- | ---- | ---- | ---- | ---- | ---- | ---- | ---- | ---- | ---- | ---- | ---- | ---- | ---- | ---- | ---- |
| マスターズ           | T4   | T4   | T40  | T4   | DNP  | T17  | DNP  | DNP  | T32  | 1    | T38  | DNP  | 47   | WD   | 60   | DNP  |
| 全米オープン         | T4   | DNP  | T21  | T32  | DNP  | CUT  | DNP  | DNP  | CUT  | T21  | CUT  | DNP  | DNP  | DNP  | CUT  | DNP  |
| 全英オープン         | T23  | DNP  | T3   | T6   | 69   | CUT  | DNP  | DNP  | T6   | CUT  | 中止 | DNP  | CUT  | DNP  | CUT  | DNP  |
| 全米プロゴルフ選手権 | T28  | CUT  | T11  | T40  | CUT  | CUT  | DNP  | DNP  | 2    | CUT  | T37  | DNP  | WD   | DNP  | CUT  | DNP  |

LA = ローアマチュア

DNP = 出場せず

WD = 怪我で辞退

CUT = ハーフウェイ・カット

T =タイ

緑は優勝. 黄色はトップ10入り.

#### 世界ゴルフ選手権
| 大会               | 1999 | 2000 | 2001 | 2002 | 2003 | 2004 | 2005 | 2006 | 2007 | 2008 | 2009 | 2010 | 2011 | 2012 | 2013 | 2014 | 2015 | 2016 | 2017 | 2018 | 2019 |
| ------------------ | ---- | ---- | ---- | ---- | ---- | ---- | ---- | ---- | ---- | ---- | ---- | ---- | ---- | ---- | ---- | ---- | ---- | ---- | ---- | ---- | ---- |
| デル・マッチプレー | QF   | 2    | DNP  | R64  | 1    | 1    | R32  | R16  | R16  | 1    | R32  | DNP  | R64  | R32  | R64  | DNP  | DNP  | DNP  | DNP  | DNP  | R8   |
| キャデラック       | 1    | T5   | NT1  | 1    | 1    | 9    | 1    | 1    | 1    | 5    | T9   | DNP  | T10  | WD   | 1    | T25  | DNP  | DNP  | DNP  | DNP  | T10  |
| ブリヂストン招待   | 1    | 1    | 1    | 4    | T4   | T2   | 1    | 1    | 1    | DNP  | 1    | T78  | T37  | T8   | 1    | WD   | DNP  | DNP  | DNP  | T31  | DNP  |
| HSBCチャンピオンズ |      |      |      |      |      |      |      |      |      |      | T6   | T6   | DNP  | DNP  | DNP  | DNP  | DNP  | DNP  | DNP  | DNP  | DNP  |

### PGAツアー成績
| 年   | starts | Cuts made | 優勝 (メジャー) | 2位 | 3位 | トップ10 | トップ25 | 賞金 ($)    | 賞金 ランク | アベレージ (ランク) |
| ---- | ------ | --------- | --------------- | --- | --- | -------- | -------- | ----------- | ----------- | ------------------- |
| 1992 | 1      | 0         | 0               | 0   | 0   | 0        | 0        | –           | –           | –                   |
| 1993 | 3      | 0         | 0               | 0   | 0   | 0        | 0        | –           | –           | –                   |
| 1994 | 3      | 0         | 0               | 0   | 0   | 0        | 0        | –           | –           | –                   |
| 1995 | 4      | 0         | 0               | 0   | 0   | 0        | 0        | –           | –           | –                   |
| 1996 | 11     | 10        | 2               | 0   | 2   | 5        | 8        | 790,594     | 24          | 69.44†              |
| 1997 | 21     | 20        | 4 (1)           | 1   | 1   | 9        | 14       | 2,066,833   | 1           | 69.10 (2位)         |
| 1998 | 20     | 19*       | 1               | 2   | 2   | 13       | 17       | 1,841,117   | 4           | 69.21 (2位)         |
| 1999 | 21     | 21        | 8 (1)           | 1   | 2   | 16       | 18       | 6,616,585   | 1           | 68.43 (1位)         |
| 2000 | 20     | 20        | 9 (3)           | 4   | 1   | 17       | 20       | 9,188,321   | 1           | 67.79‡ (1位)        |
| 2001 | 19     | 19        | 5 (1)           | 0   | 1   | 9        | 18       | 5,687,777   | 1           | 68.81 (1位)         |
| 2002 | 18     | 18        | 5 (2)           | 2   | 2   | 13       | 16       | 6,912,625   | 1           | 68.56 (1位)         |
| 2003 | 18     | 18        | 5               | 2   | 0   | 12       | 16       | 6,673,413   | 2           | 68.41 (1位)         |
| 2004 | 19     | 19        | 1               | 3   | 3   | 14       | 18       | 5,365,472   | 4           | 69.04 (3位)         |
| 2005 | 21     | 19        | 6 (2)           | 4   | 2   | 13       | 17       | 10,628,024  | 1           | 68.66 (1位)         |
| 2006 | 15     | 14        | 8 (2)           | 1   | 1   | 11       | 13       | 9,941,563   | 1           | 68.11 (1位)         |
| 2007 | 16     | 16        | 7 (1)           | 3   | 0   | 12       | 15       | 10,867,052  | 1           | 67.79‡ (1位)        |
| 2008 | 6      | 6         | 4 (1)           | 1   | 0   | 6        | 6        | 5,775,000   | 2           | 67.65†              |
| 2009 | 17     | 16        | 6               | 3   | 0   | 14       | 16       | 10,508,163  | 1           | 68.05 (1位)         |
| 2010 | 12     | 11        | 0               | 0   | 0   | 2        | 7        | 1,294,765   | 66          | 70.32†              |
| 2011 | 9      | 7         | 0               | 0   | 0   | 2        | 3        | 660,238     | 128         | 70.46†              |
| 2012 | 19     | 17        | 3               | 1   | 2   | 9        | 13       | 6,133,158   | 2           | 68.90 (2位)         |
| 2013 | 16     | 16        | 5               | 1   | 0   | 8        | 10       | 8,553,439   | 1           | 68.98 (2位)         |
| 2014 | 7      | 5         | 0               | 0   | 0   | 0        | 1        | 108,275     | 201         | 71.65†              |
| 2015 | 11     | 6         | 0               | 0   | 0   | 1        | 3        | 448,598     | 162         | 71.93†              |
| 2016 | 0      | 0         | 0               | 0   | 0   | 0        | 0        | 0           | N/A         |                     |
| 2017 | 1      | 0         | 0               | 0   | 0   | 0        | 0        | 0           | N/A         |                     |
| 通算 | 328    | 300       | 79 (14)         | 29  | 19  | 186      | 249      | 110,061,012 | 1           |                     |

## 受賞歴等
- PGA最優秀選手賞（1997, 1999, 2000, 2001, 2002, 2003, 2005, 2006, 2007, 2009, 2013）
- PGAツアー最優秀選手賞（1997, 1999, 2000, 2001, 2002, 2003, 2005, 2006, 2007, 2009, 2013）
- PGA賞金王（1997, 1999, 2000, 2001, 2002, 2005, 2006, 2007, 2009, 2013）
- バードントロフィー（1999, 2000, 2001, 2002, 2003, 2005, 2007, 2009, 2013）
- バイロン・ネルソン賞（1999, 2000, 2001, 2002, 2003, 2005, 2006, 2007, 2009）
- フェデックスカップ優勝（2007, 2009）
- PGAツアー最優秀新人賞（1996）
- 大統領自由勲章（2019年、ドナルド・トランプより）
- ローレウス世界スポーツ賞（2000, 2001, 2019）

## 人物

### ルーツ

#### 人種
タイガーの家系は、父親はアフリカ系アメリカ人1/2、中国人とネイティブ・アメリカンが1/4ずつであり、母親はタイ人が1/2、中国人とオランダ人が1/4ずつの血を引いている。つまりタイガー自身は、中国系・タイ系・アフリカ系が1/4ずつ、ネイティヴアメリカンとオランダ系が1/8ずつである。世間での認識とは異なり、アフリカ系の血は1/4しかない。それに対しアジア系を合計すれば1/2（モンゴロイドを合計すれば5/8）であり、彼自身はアジア系と自称することもある。
自身では人種的ルーツについてほとんど語らなかった彼だが、プロ転向後契約したナイキ社のCM“Hello World”に出演し、その「この国（アメリカ）には肌の色のため僕がラウンドできないコースがある。プロになった僕に対する“準備”は出来ているかい?」という内容が全米に衝撃を与えた。

#### 宗教
幼少期より、仏教徒として育てられている。

#### 「タイガー」
“タイガー”というニックネームは、戦友でタイガーストライプの迷彩戦闘服を好んで着ていたことから「タイガー」の異名を持っていた南ベトナム軍の将校グエン・T・フォング大佐（Nguyen T Phong）に由来する。ベトナム戦争で作戦行動中行方不明となった彼に対する生還の期待と再会の実現という願いを息子の名前に託したい、との想いをアールが込めたという。1996年12月30日の21歳の誕生日を機に改名申請を行い、“タイガー”を正式なミドルネームとした。

### 慈善活動

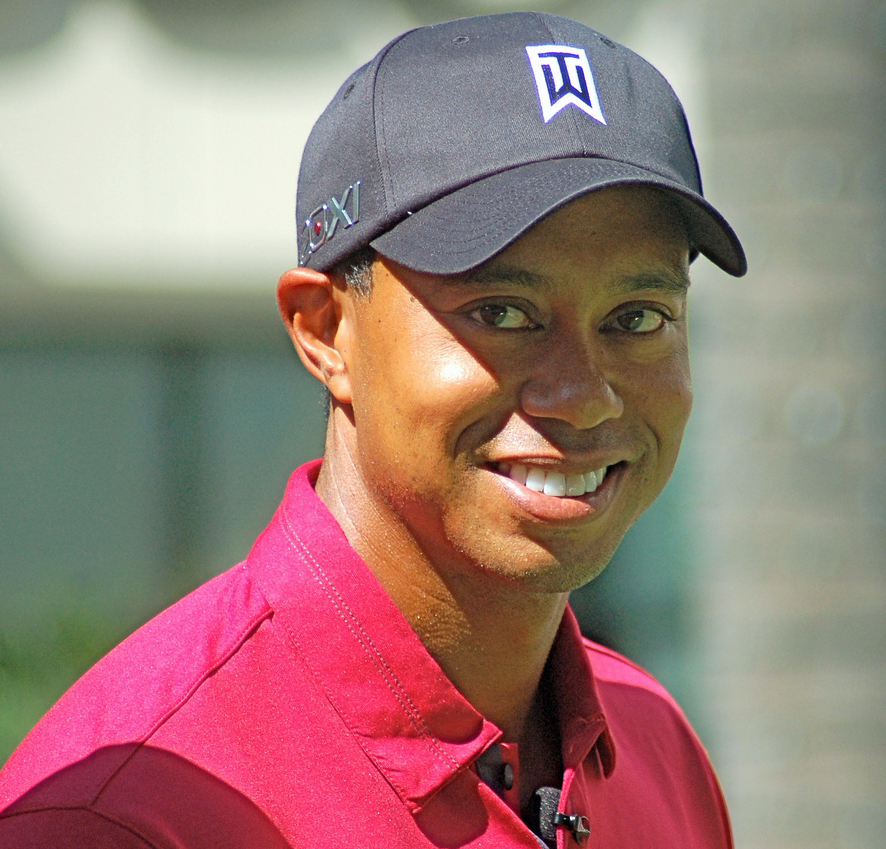
2011年のワールドチャレンジでのウッズ

1996年に、全米の子供達の健康、教育、公共の福祉を改善するコミュニティー活動事業をサポートするため父のアール・ウッズ氏と非営利公益法人「タイガー・ウッズ・ファウンデーション」(Tiger Woods Foundation) をカリフォルニア州アーバインに設立する。

### 不倫スキャンダル
2009年11月27日午前2時ごろ、自動車事故を起こし負傷、自身が主催する大会への出場が取り止めとなった。事故自体は不注意運転として反則切符を切られ反則金164ドルのみで終結したが、夫人が説明した「夫を助けるためにゴルフクラブで窓を叩き割った」との事故の経緯に不自然な点があったためさまざまな憶測が飛び交い、複数の女性との愛人疑惑が報道される事態となり、自身のホームページで家族への謝罪声明を掲載するまでに至った。この一連の騒動が原因で無期限の休止を宣言、アクセンチュアやP&G、AT&Tをはじめとする多くのスポンサー契約も解消となった。
2010年2月19日には、フロリダ州TPCソーグラスのクラブハウスで取材陣をシャットアウトした上で謝罪会見が行われ、複数の女性との不倫を認めたことや性依存症と診断されセラピーを受けている事などを告白している。
2010年8月23日には、自身のホームページで妻と離婚したことを明らかにした。子供2人の親権は双方が持つという。

### 2017年の逮捕
2017年5月29日午前3時ごろ、米フロリダ州ジュピターで飲酒または薬物の影響下で運転した疑いで逮捕された。

## スポンサー企業
不倫騒動で、タイガー・ウッズの主要スポンサー企業の株主価値が最大120億ドル（約2.3%）損なわれた可能性があるとの調査結果が発表された。

### 現スポンサー
- アッパー・デック
- テーラーメイドゴルフ[36]
- モンスターエナジー[36]
- ブリヂストン[36]
- ヒーロー・モトコープ[36]
- 興和[36]
- ゴルフダイジェスト[要出典]
- ロレックス[要出典]
- ネットジェッツ[要出典]
- PGAツアー[要出典]
- タトウィール（The Tiger Woods Dubai）[要出典]

### 過去のスポンサー
- AT&T - 契約解除[36]
- P&G（ジレット） - 契約解除
- ゼネラルモーターズ (ビュイック)
- タグ・ホイヤー - 広告自粛
- アクセンチュア - 2009年12月13日に契約を完全解除発表[37]
- ペプシコ（ゲータレード）- ゲータレード社は契約解除[38]
- エレクトロニック・アーツ（EA Sportsとの契約。2013年までタイガー・ウッズ PGA TOURシリーズを発売していた。ウッズもこのゲームソフトの監修をしていた。）
- TLCレーザー・アイ・センター

## 著書・関連文献
- 『私のゴルフ論』 原題：“How I Play Golf”（2001年テレビ朝日/上巻：ISBN 4-88131-252-9、下巻：ISBN 4-88131-253-7） 初めての自著で、レッスン中心の内容。
- 『タイガー』 ジョン・ストリージ著（1997年） 原題：“TIGER- A Biography of Tiger Woods” 21歳でマスターズ最年少優勝者になるまでをまとめた、若き日のウッズがわかる一冊。日本語訳の存在は不明。
- 『タイガー・ウッズ父子のゴルフ&教育革命』 原題：“TRAINING A TIGER” アール・ウッズ著 大前研一監訳 （1997年6月小学館/ ISBN 4-09-356081-1）